# Ле Руа, Рене
Рене Ле Руа или Леруа (фр. René Le Roy; 1898, Мезон-Лаффит — 1985) — французский флейтист.
Окончил Парижскую консерваторию (1918), ученик Филиппа Гобера и Адольфа Энбена. В 1919 году заменил своего учителя Гобера в Парижском ансамбле духовых инструментов (фр. Société des Instruments à Vents de Paris). Уже на рубеже 1910—20-х годах Ле Руа считался одним из ведущих флейтистов Парижа — в частности, для него в 1921 году был написан «Танец козочки» для флейты соло Артюра Онеггера. В 1922 году вместе с арфистом Марселем Гранжани Ле Руа основал Парижский инструментальный квинтет — оригинальный ансамбль, состоявший из флейты, арфы и струнного трио; специально для этого коллектива сочиняли, в частности, Альбер Руссель, Ги Ропарц, Габриэль Пьерне, Флоран Шмитт, Венсан д’Энди, Франческо Малипьеро, Сирил Скотт. Лично Ле Руа посвящены также Соната для флейты и фортепиано Робера Казадезюса (1931, записана Ле Руа в сопровождении автора в 1935 году) и Трио-соната Богуслава Мартину для флейты, виолончели и фортепиано (1943).
С 1929 года Ле Руа много выступал в США, в 1940—1950 годах жил там постоянно. С 1932 года он преподавал в Американской консерватории в Фонтенбло, в 1943—1950 годах — в Монреальской консерватории, в 1952—1968 годах вёл класс камерного ансамбля в Парижской консерватории.
В 1950 году Ле Руа осуществил первую запись знаменитой пьесы Эдгара Вареза «Плотность 21,5».
«Когда слышишь Рене Ле Руа, кажется, что играть на флейте — самая лёгкая вещь на свете», — писал Альбер Руссель.